# Singa leucoplagiata
Singa leucoplagiata är en spindelart som först beskrevs av Simon 1899.  Singa leucoplagiata ingår i släktet Singa och familjen hjulspindlar. Inga underarter finns listade i Catalogue of Life.